# Новикова, Ольга Петровна
О́льга Петро́вна Но́викова (1897, Троицкое, Бузулукский уезд, Оренбургская губерния, Российская империя ― 25 февраля 1965, Йошкар-Ола, Марийская АССР, РСФСР, СССР) ― советский врач-фтизиатр. Врач, заведующая отделением Марийского республиканского противотуберкулёзного диспансера (1935―1941, 1945―1948). Заслуженный врач РСФСР (1958).

## Биография
Родилась в 1897 году в селе Троицкое ныне Бузулукского района Оренбургской области.
В 1918 году окончила фельдшерско-акушерскую школу.
В 1919―1922 годах ― помощник лекаря военного госпиталя.
С 1924 года в г. Краснококшайске Марийской автономной области: фельдшер-акушерка.
В 1935 году окончила Казанский медицинский институт.
В 1935―1941 и 1945―1948 годах ― врач, заведующая отделением Марийского республиканского противотуберкулёзного диспансера.
За заслуги в области здравоохранения в 1958 году удостоена почётного звания «Заслуженный врач РСФСР». Награждена орденом Трудового Красного Знамени и медалями.
Скончалась 25 февраля 1965 года в г. Йошкар-Оле Марийской АССР РСФСР.

## Признание заслуг
- Заслуженный врач РСФСР (1958)[1][2]
- Заслуженный врач Марийской АССР (1955)[1][2]
- Орден Трудового Красного Знамени (1951)[1][2]